# Marieke Ehlers
Marieke Ehlers (ur. 6 maja 1988 w Pretorii) – holenderska polityk i prawniczka, posłanka do Parlamentu Europejskiego X kadencji.

## Życiorys
Urodziła się i wychowywała w Południowej Afryce. Z wykształcenia prawniczka, absolwentka uczelni De Haagse Hogeschool. Następnie kształciła się na University of Kent oraz University of Johannesburg. Zaangażowała się w działalność polityczną w ramach Partii Wolności. Była zatrudniona we frakcji Tożsamość i Demokracja w Europarlamencie. W wyborach w 2024 z ramienia PVV uzyskała mandat deputowanej do PE X kadencji.